# 达尼尔 (米开朗基罗)
先知达尼尔（但以理）是意大利文艺复兴大师米开朗基罗在梵蒂冈宗座宫内 西斯汀小堂天花板上绘制的七位旧约先知之一，绘制于约1542-1545年。
画中没有表现但以理一生中最著名的事件：在狮子坑中 ，只是展示一本大书，由一个肌肉发达的人物从下面举起来。